# Synanthedon castanevora
Synanthedon castanevora is een vlinder uit de familie wespvlinders (Sesiidae), onderfamilie Sesiinae.
Synanthedon castanevora is voor het eerst wetenschappelijk beschreven door Yang & Wang in 1989. De soort komt voor in het Palearctisch gebied.